# علم چیست؟
مجموعه علم چیست؟ کتابی از سوزان بوزاک است که در سال ۱۳۸۴ منتشر و در مراسم کتاب سال جمهوری اسلامی ایران به‌عنوان کتاب برگزیده معرفی شد.